# Крикливий В'ячеслав Леонідович
В'ячеслав Леонідович (Славік) Крикливий (1 липня 1976, Київ) — професіональний бальний танцюрист, що спеціалізується в латиноамериканських танцях. Мешкає в Нью-Йорку, США.
Разом із Джоаною Леніс Крикливий здобув звання чемпіона світу серед любителів у латиноамериканській програмі в 2000 році. В тому ж році пара була першою на Відкритому чемпіонаті Британії (Блекпул), та чемпіонаті Європи IDSF.
Розпочавши професіональну кар'єру, він здобув низку титулів із різними партнерами
. Особливо успішним було його партнерство із колишньою харків'янкою Каріною Смирновою.
Крикливий зіграв епізодичну роль в американському фільмі 2004 року «Потанцюємо/Shall we dance?» — партнера Поліни в Блекпулі.

## Тренер
- Донні Бернс